# Андреј Смоленски
Андреј Смоленски је хришћански светитељ и испосник. У младости је носио титулу кнеза Смоленска коју је наслодио од свога оца кнеза Теодора. Када је дошло око спорења међу браћом око управљања Смоленском кнежевином, кнез Андреј се добровољно одриче кнежевине, даје све своје имање сиромашнима. Отпутовао је тајно у место Перејаслављ Заљески на северу Русије, и тамо прерушен и непознат служио око тридесет година као црквењак при цркви Светог Николе, живећи побожно, и сиротујући Христа ради.
Умро је 1390. године. Његове нетрулежне мошти пронађене су 1540. године. Чувају се у Перејаслављу у цркви њему посвећеној.
Православна црква прославља Светог Андреја Смоленског 27. октобра по јулијанском календару.